# Maria-Theresien-Schlössl (Salzburg)

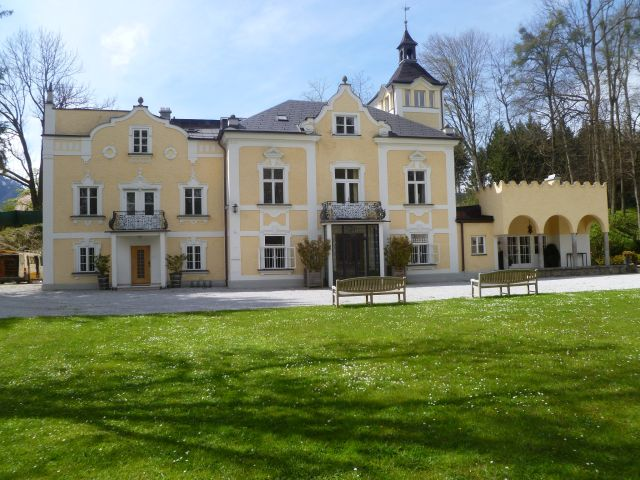
Hauptgebäude

Das Maria-Theresien-Schlössl (früher auch nur Theresienvilla genannt) befindet sich im Salzburger Stadtteil Morzg bzw. Hellbrunn (Morzger Straße 87). Der Name des Gebäudes bezieht sich auf die Mutter des Erbauers, den Ulanenrittmeister Josef Ritter von Lommer (1864–1902), deren Name Maria Theresia war.

## Geschichte

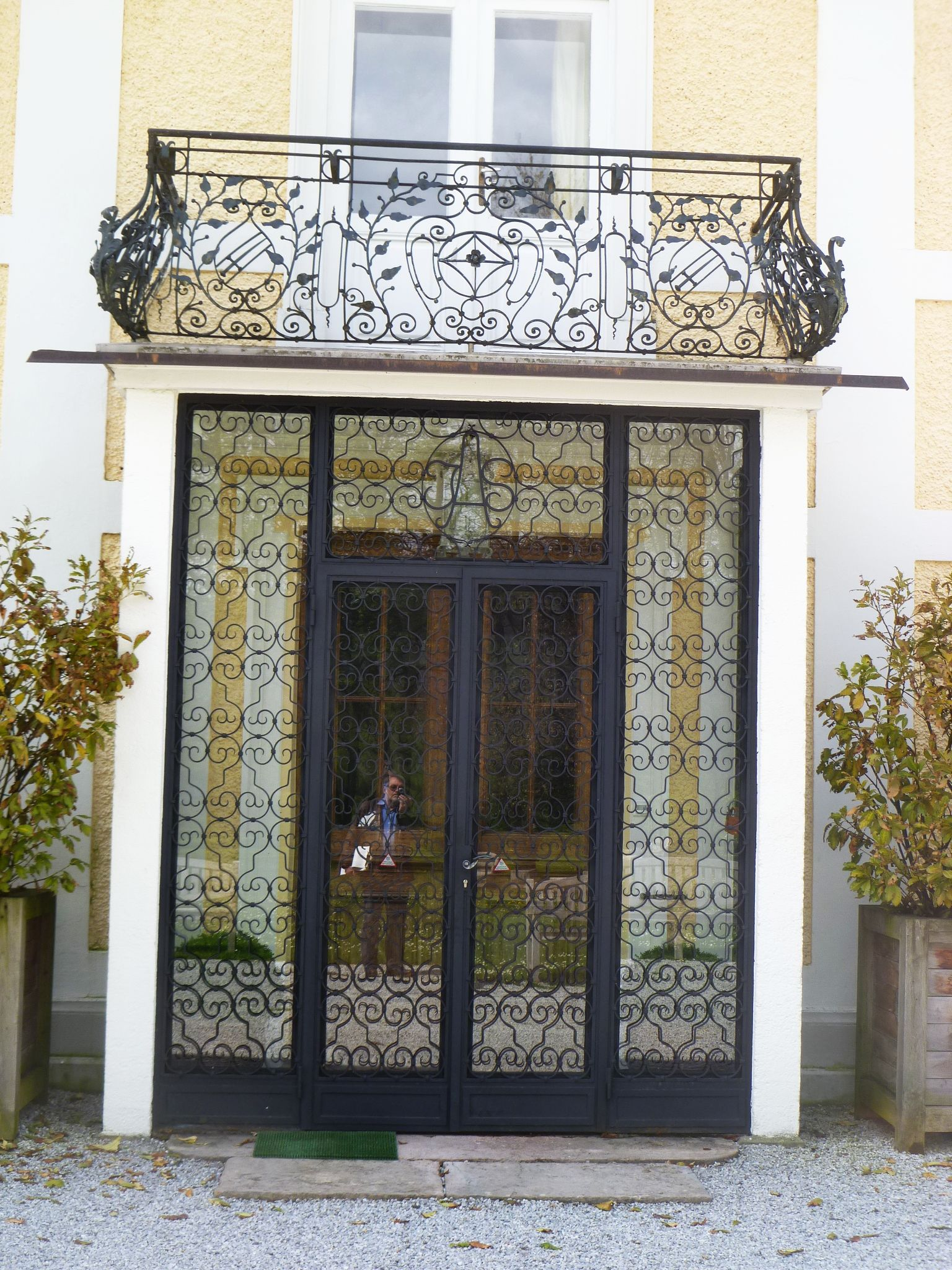
Eingang mit Balustrade

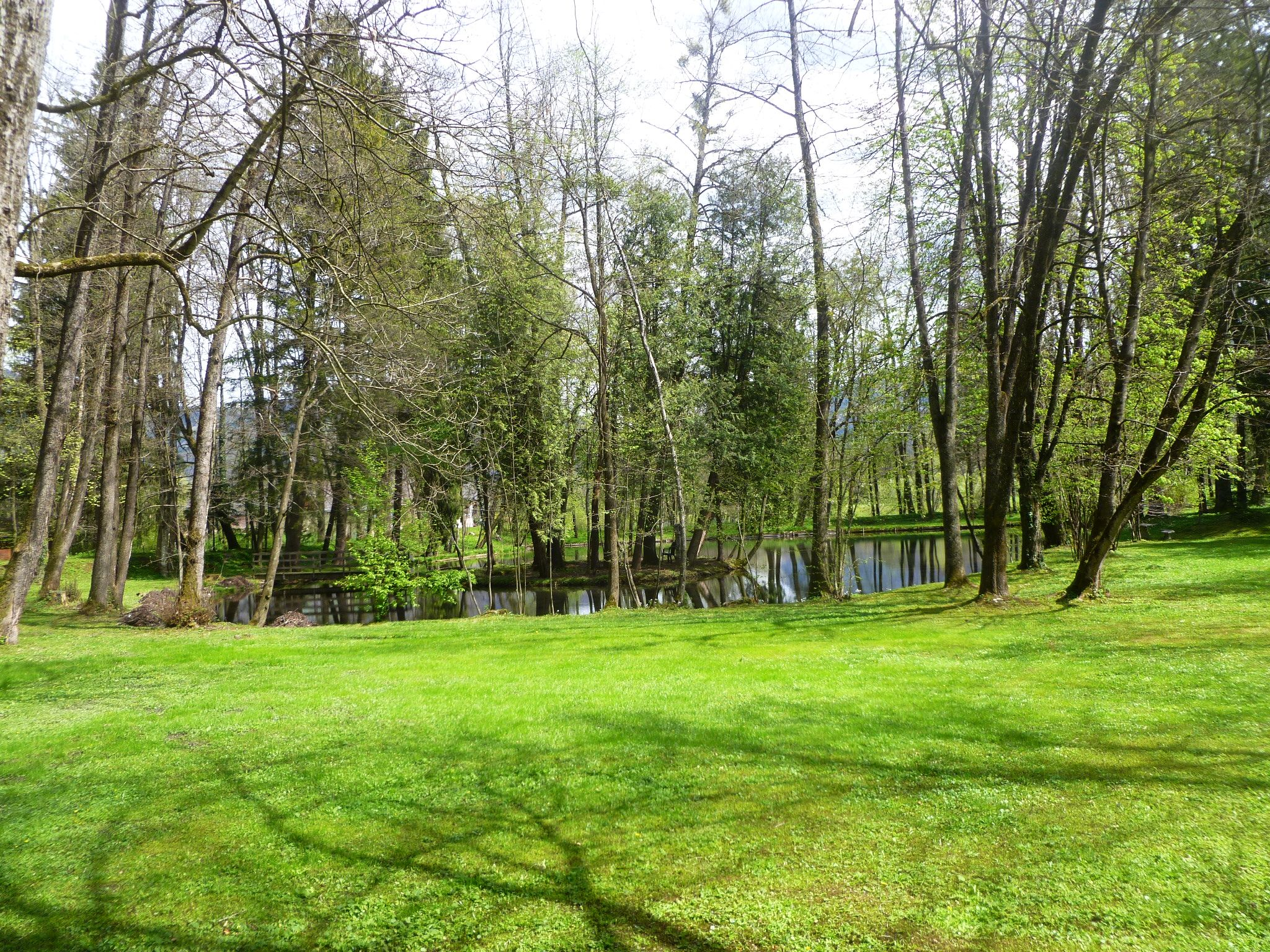
Teichanlage

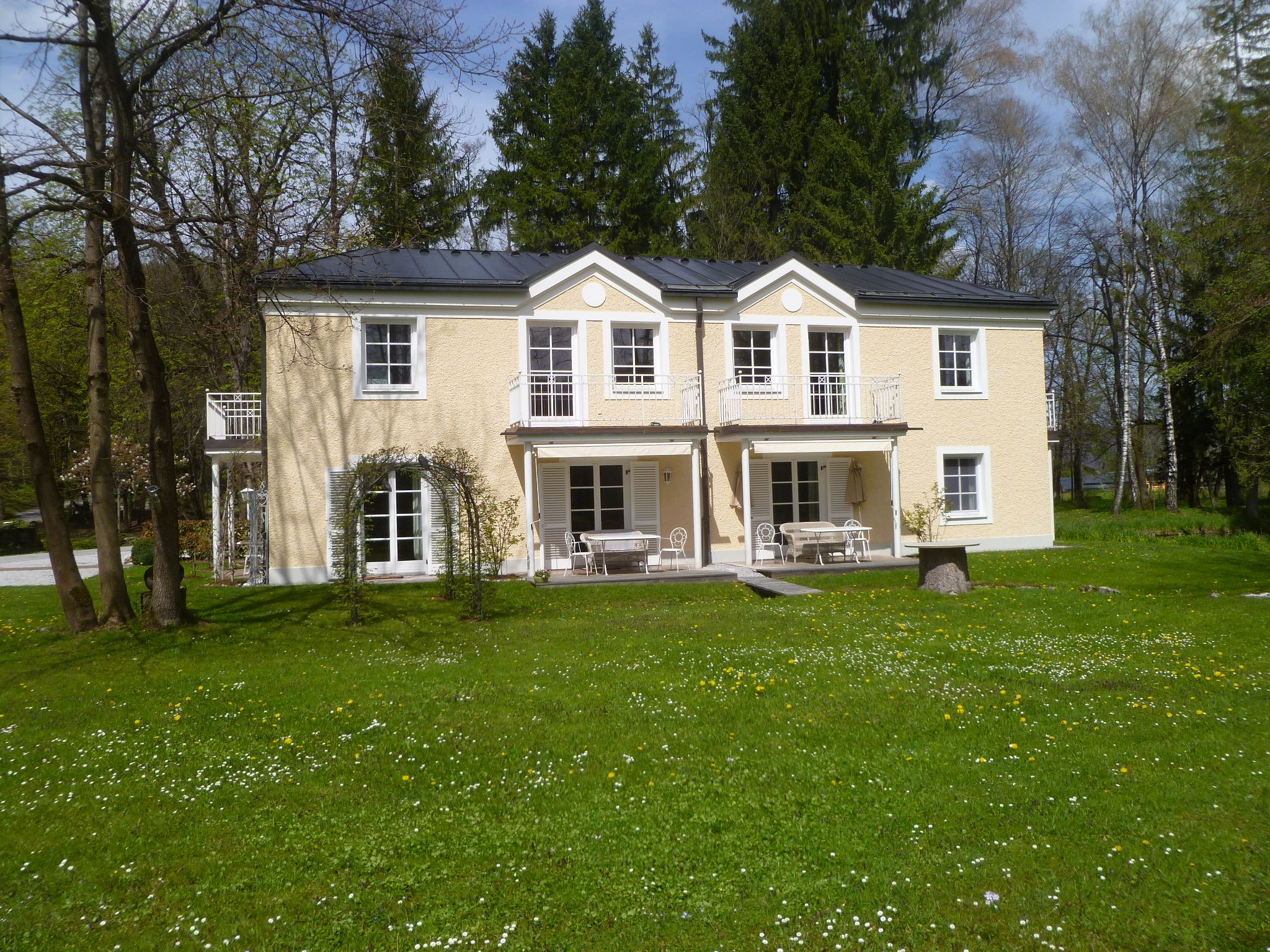
Nebenvilla

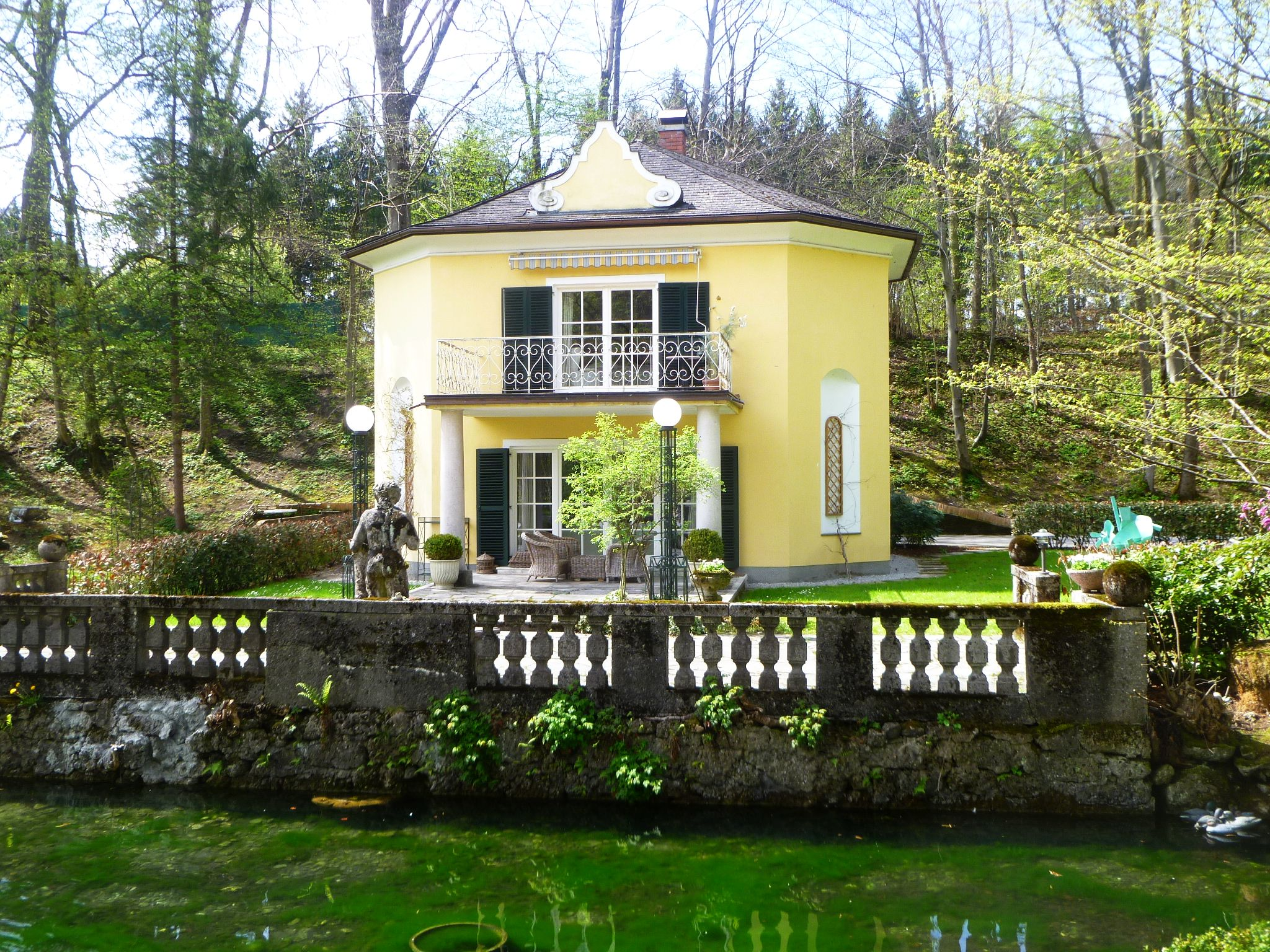
Pavillon

1866 hatte die „Erste österreichische Centralanstalt für künstliche Fischzucht“ einige Wiesen zwischen Hellbrunn und Morzg aufgekauft, Fischteiche angelegt und das Grundstück aufgeforstet. Dieses Grundstück wurde von dem Ulanenrittmeister Josef Ritter von Lommer erworben († 7. Jänner 1902), der hier 1901 die Anlage im historistischen Stil errichten ließ. Nach seinem Tod veräußerte 1905 dessen Bruder Max Ritter von Lommer, der damals auch Besitzer von Schloss Emslieb war, diesen Besitz. Nach mehreren Besitzerwechseln eröffnete die Generalstochter Maria Striberski am 29. Juli 1935 hier die Diätpension Maria-Theresien-Schlößl. Sein heutiges Äußeres erhielt das Schlössl aber durch bauliche Veränderungen im Jahr 1935, die von Maria Striberski veranlasst waren. Die Architekten und Künstler, die mit dem Umbau 1935 betraut waren, waren der Wiener Jugendstilarchitekt Alfred Keller und Martin Knoll. Dazu wurde auch die Wohnungseinrichtung (Jugendstilmöblierung, wandfüllende Ansichten von mediterranen Landschaften, die an die Hochzeitsreise des Ehepaares Striberski nach Italien und Nordafrika erinnerten) von der Besitzerin von Wien nach Salzburg gebracht und in den neu erbauten Trakt mit Salon und Speisesaal sowie dem kleine Salon und die Gästezimmer eingebaut.
1954 erwarb Frau Schneider das Schlössl und machte daraus ein Hotel-Restaurant. 1982 übernahm ihr Sohn Horst mit seiner Frau Heidi und Tochter Angela die Leitung des Hauses. Sie errichteten 1987 im Park die „Belle Etage“ mit weiteren Hotelzimmern. Im Restaurant wurden unter anderem fangfrische Fische aus den eigenen Fischteichen angeboten. Bekannte Gäste im Schlössl waren Richard Burton und Liz Taylor, Clint Eastwood, Karl Böhm, Wilhelm Furtwängler und Clark Gable.
Das Restaurant wurde zum 31. Dezember 2007 geschlossen und die Anlage verkauft. 2008 wurde das Gebäude umgebaut und restauriert. Das Anwesen befindet sich in Privatbesitz und kann zurzeit nicht besichtigt werden. 2022 wurde das Anwesen von Dietrich Mateschitz erworben.

## Maria-Theresien-Schlössl heute
Das Gebäude besitzt eine mit Stuck verzierte historistische bzw. neobarocke Fassade, wie man dies bei etwa bei den Ringstraßengebäuden in Wien sehen kann.
Schräg links vor dem Hauptgebäude liegt die 1987 errichtete „Belle Etage“ und ganz links eine kleine Villa, die von den derzeitigen Besitzern zeitweise bewohnt wird. Zu der Anlage zählt auch ein rechts des Hauptgebäudes liegender Pavillon, der einstmals ein beliebter Ort für Hochzeiten war. Zum großen Park mit seinem alten Baumbestand zählen auch verschiedene größere Fischteiche. Im Park finden sich alte Skulpturen, kleine Wasserläufe und -teiche, wobei die meisten Steinausführungen aus Konglomerat bestehen.